# آيت سنان (تودغة العليا)
آيت سنان هي إحدى مشيخات المملكة المغربية، تتبع جغرافيا لإقليم تنغير وإداريًا لتودغة العليا. يقدر عدد سكانها بـ 4090 نسمة حسب الإحصاء الرسمي للسكان والسكنى لسنة 2004.